# Stephen Noteboom
Stephen Noteboom (* 31. Juli 1969 in Geldrop, Nordbrabant) ist ein ehemaliger niederländischer Tennisspieler.

## Leben
Noteboom begann im Alter von sechs Jahren mit dem Tennissport. Zwischen 1987 und 1991 besuchte er die Florida State University, im darauf folgenden Jahr wurde er Tennisprofi. 1993 gewann er zwei Doppeltitel auf der ATP Challenger Tour. Zusammen mit seinem Landsmann Fernon Wibier erhielt er 1994 eine Wildcard für das ATP Turnier in Rosmalen, welches sie völlig unerwartet gewinnen konnten. Seinen zweiten und letzten ATP-Doppeltitel errang er 1996 in München. Auf der ATP Challenger Tour gewann er im Laufe seiner Karriere zudem insgesamt sieben Doppeltitel. Seine höchste Notierung in der Tennis-Weltrangliste erreichte er 1993 mit Position 333 im Einzel sowie 1997 mit Position 52 im Doppel.
Im Einzel konnte er sich nie für ein Grand-Slam-Turnier qualifizieren. In der Doppelkonkurrenz stand er jeweils in der dritten Runde der Australian Open, der French Open und von Wimbledon. 1995 stand er zudem in der zweiten Runde des Mixed-Wettbewerbs von Wimbledon.

## Turniersiege
| Legende                       |
| Grand Slam                    |
| Tennis Masters Cup            |
| ATP Masters Series            |
| ATP International Series Gold |
| ATP International Series (2)  |

### Doppel
| Nr. | Datum         | Turnier  | Belag | Partner       | Finalgegner                    | Ergebnis      |
| --- | ------------- | -------- | ----- | ------------- | ------------------------------ | ------------- |
| 1.  | 12. Juni 1994 | Rosmalen | Rasen | Fernon Wibier | Diego Nargiso Peter Nyborg     | 6:3, 1:6, 7:6 |
| 2.  | 5. Mai 1996   | München  | Sand  | Lan Bale      | Olivier Delaître Diego Nargiso | 4:6, 7:6, 6:4 |